# يو إف سي على إي إس بي إن: كانونير ضد بورالهو
يو إف سي على إي إس بي إن: كانونير ضد بورالهو (بالإنجليزية: UFC on ESPN: Cannonier vs. Borralho)‏ هو حدث لفنون القتال المختلطة ستُنظمته يو إف سي، سيُقام في 24 أغسطس 2024، على يو إف سي أبيكس في إنتربرايز، نيفادا، وهي جزء من منطقة لاس فيغاس الحضرية، الولايات المتحدة.